# بول مورغان
بول مورغان (بالألمانية: Paul Morgan)‏ (و. 1886 – 1938 م) هو كاتب سيناريو، وممثل مسرحي، وممثل أفلام نمساوي، ولد في فيينا، توفي عن عمر يناهز 52 عاماً.

## وصلات خارجية
- بول مورغان على موقع IMDb (الإنجليزية)
- بول مورغان على موقع ألو سيني (الفرنسية)
- بول مورغان على موقع ميوزك برينز (الإنجليزية)
- بول مورغان على موقع أول موفي (الإنجليزية)
- بول مورغان على موقع قاعدة بيانات الأفلام السويدية (السويدية)
- بول مورغان على موقع ديسكوغز (الإنجليزية)
- بول مورغان على موقع قاعدة بيانات الفيلم (الإنجليزية)